# Segmentación de paquetes
En las redes de comunicaciones de datos, la segmentación de paquetes es el proceso de dividir un paquete de datos en unidades más pequeñas para su transmisión a través de la red. La segmentación de paquetes ocurre en la capa cuatro del modelo OSI; la capa de transporte. La segmentación puede ser necesaria cuando:
- El paquete de datos es más grande que la unidad de transmisión máxima admitida por la red
- La red no es confiable y es deseable dividir la información en segmentos más pequeños para maximizar la probabilidad de que cada uno de ellos se entregue correctamente al destino

Los protocolos que realizan la segmentación de paquetes en el origen generalmente incluyen un mecanismo en el destino para revertir el proceso y reensamblar el paquete original a partir de segmentos individuales. Este proceso puede incluir mecanismos de solicitud de repetición automática (ARQ) para detectar segmentos faltantes y solicitar a la fuente que retransmita segmentos específicos.
En un sistema de comunicación basado en un modelo OSI en capas, la segmentación de paquetes puede ser responsable de dividir una MPDU en múltiples unidades de datos de servicio de capa física para que la transmisión confiable (y la retransmisión potencial a través de ARQ) de cada una se pueda realizar individualmente.
El estándar ITU-T G.hn, que proporciona una forma de crear una red de área local de alta velocidad (hasta 1 gigabit/s) utilizando cableado doméstico existente (líneas eléctricas, líneas telefónicas y cables coaxiales), es un ejemplo de un protocolo que emplea la segmentación de paquetes para aumentar la confiabilidad en medios ruidosos.